# Fregaty rakietowe projektu 11356M
Fregaty rakietowe projektu 11356M – fregaty rakietowe Marynarki Wojennej Rosji z początku XXI wieku, określane też jako typ Admirał Grigorowicz. Ukończono trzy jednostki tego typu, wchodzące w skład Floty Czarnomorskiej.

## Historia
Na skutek rozpadu ZSRR i następującej w latach 90. XX wieku zapaści ekonomicznej Rosji, jej Flota Czarnomorska uległa redukcji liczebnej i degradacji pod względem zdolności bojowych, stając się najbardziej zaniedbaną z flot rosyjskich. Nieliczne okręty bojowe, które pozostały w jej składzie, z krążownikiem „Moskwa” na czele, pochodziły z czasów ZSRR i szybko stały się przestarzałe, nie przechodząc większych modernizacji. Pierwszymi jej nowo zbudowanymi większymi okrętami nawodnymi stały się trzy fregaty rakietowe projektu 11356M, które weszły do służby w drugiej dekadzie XXI wieku. Zostały one oparte na zaprojektowanych i zbudowanych w Rosji dla Indii fregatach rakietowych typu Talwar, których skonstruowanie Indie zleciły Północnemu Biuru Projektowo-Konstrukcyjnemu (SPKB) z Petersburga w związku z większym doświadczeniem rosyjskich biur projektowych. Indie zamówiły następnie w 1998 roku w Rosji budowę trzech okrętów, dostarczonych na początku XXI wieku. Sam projekt typu Talwar wywodził się z kolei z radzieckich fregat projektu 11351 (w kodzie NATO: Krivak III). Nowy projekt wprowadził jednak daleko idące zmiany, w tym ukształtowanie kadłuba i nadbudówek zgodnie z wymogami trudnowykrywalności (stealth), powodujące całkowitą zmianę sylwetki okrętów. We wstępnej fazie projektowania brała udział francuska firma konsultingowa DCN International, co pociągnęło podobieństwo wizualne do francuskich okrętów nowej generacji.
Fregaty typu Talwar zostały przez Rosję uznane za na tyle udane, że po kilku latach zdecydowano zbudować serię zmodyfikowanych okrętów dla potrzeb marynarki Rosji. Ich przynależność do rodziny fregat projektu 1135 została uwidoczniona w numerze projektu 11356M, a także oznaczeniu kodowym NATO okrętów jako Krivak IV. Zamówiono budowę trzech okrętów w stoczni Jantar w Królewcu, dla których zespoły napędowe w postaci turbin gazowych zakupiono na Ukrainie. Stępkę pod budowę pierwszego „Admirał Grigorowicz”, od którego też popularnie określono cały typ, położono 18 grudnia 2010 roku, a pod budowę dwóch dalszych w 2011 i 2012 roku. Wodowano je w latach 2014–2015 i wprowadzono do służby w latach 2016–2017.
W 2013 roku położono w stoczni Jantar stępki pod budowę trzech dalszych fregat, które wodowano w latach 2016–2017. Na przeszkodzie ich ukończeniu stanął jednak brak turbin gazowych, po zerwaniu współpracy militarnej z Ukrainą na skutek faktycznego wszczęcia przez Rosję wojny na wschodzie Ukrainy. Rosja sama nie miała opanowanej produkcji turbin gazowych, a jej uruchomienie spowodowałoby, oprócz opóźnienia, wzrost kosztów. Przez kilka lat prowadzono rozmowy z Indiami dotyczące odkupienia przez nie okrętów, a w 2018 roku nawet uzgodniono sprzedaż dwóch fregat. Do 2023 roku jednakże nie doszło to do skutku i ich sprzedaż, a także ukończenie okrętów stały się mało prawdopodobne z uwagi na inwazję na Ukrainę i embargo na zachodnie komponenty.

## Okręty
| Nazwa okrętu (nr burtowy) | Stocznia          | Położenie stępki  | Wodowanie         | Wejście do służby |
| ------------------------- | ----------------- | ----------------- | ----------------- | ----------------- |
| Admirał Grigorowicz (745) | Jantar, Królewiec | 18 grudnia 2010   | 14 marca 2014     | 11 marca 2016     |
| Admirał Essen (751)       | Jantar, Królewiec | 8 lipca 2011      | 7 listopada 2014  | 7 czerwca 2016    |
| Admirał Makarow (799)     | Jantar, Królewiec | 29 lutego 2012    | 2 września 2015   | 27 grudnia 2017   |
| Admirał Butakow           | Jantar, Królewiec | 13 lipca 2013     | 5 marca 2016      | -                 |
| Admirał Istomin           | Jantar, Królewiec | 13 listopada 2013 | 16 listopada 2017 | -                 |
| Admirał Korniłow          | Jantar, Królewiec | grudzień 2013     | 16 listopada 2017 | -                 |

## Opis

### Opis ogólny i konstrukcja

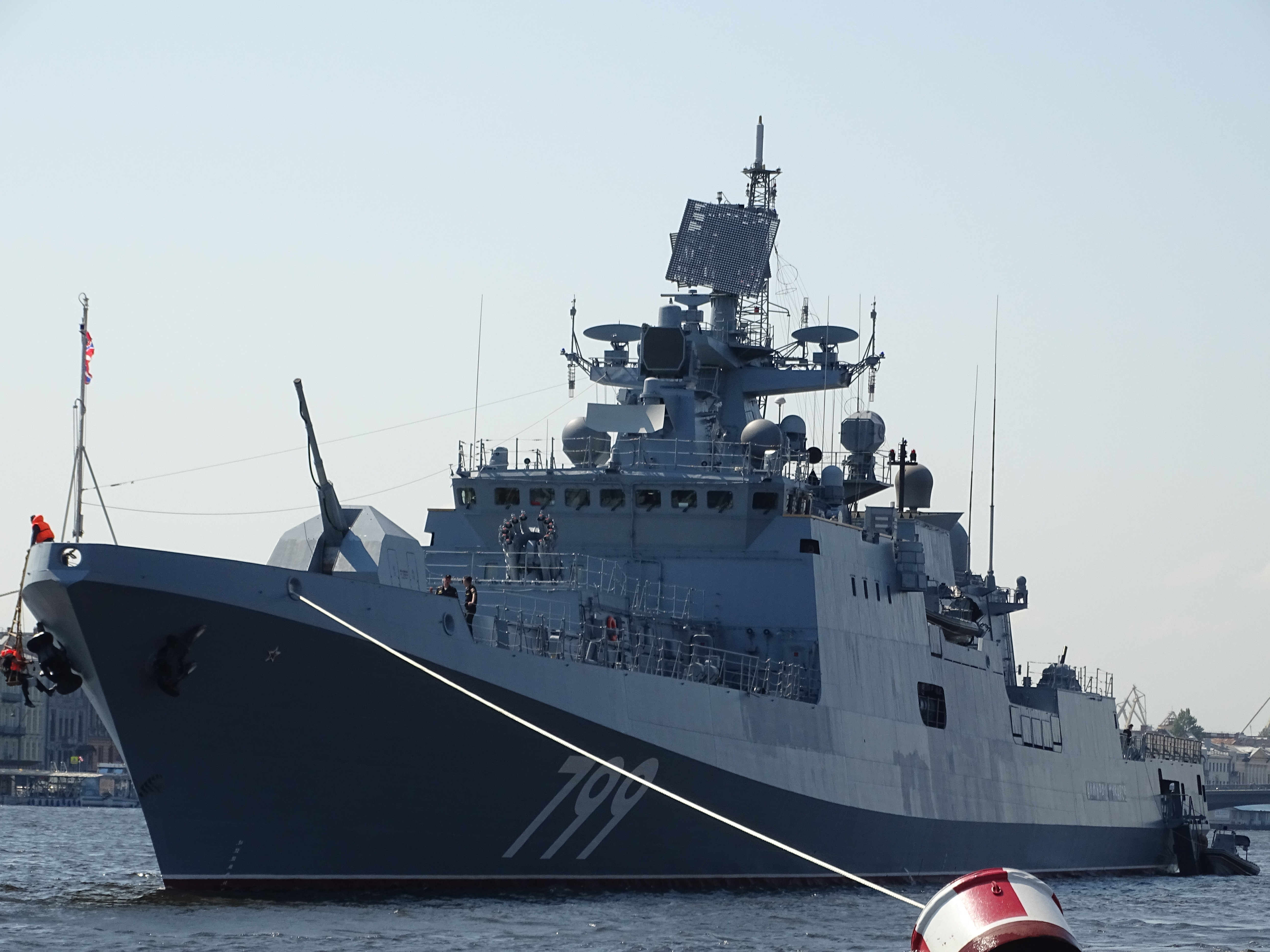
„Admirał Makarow”

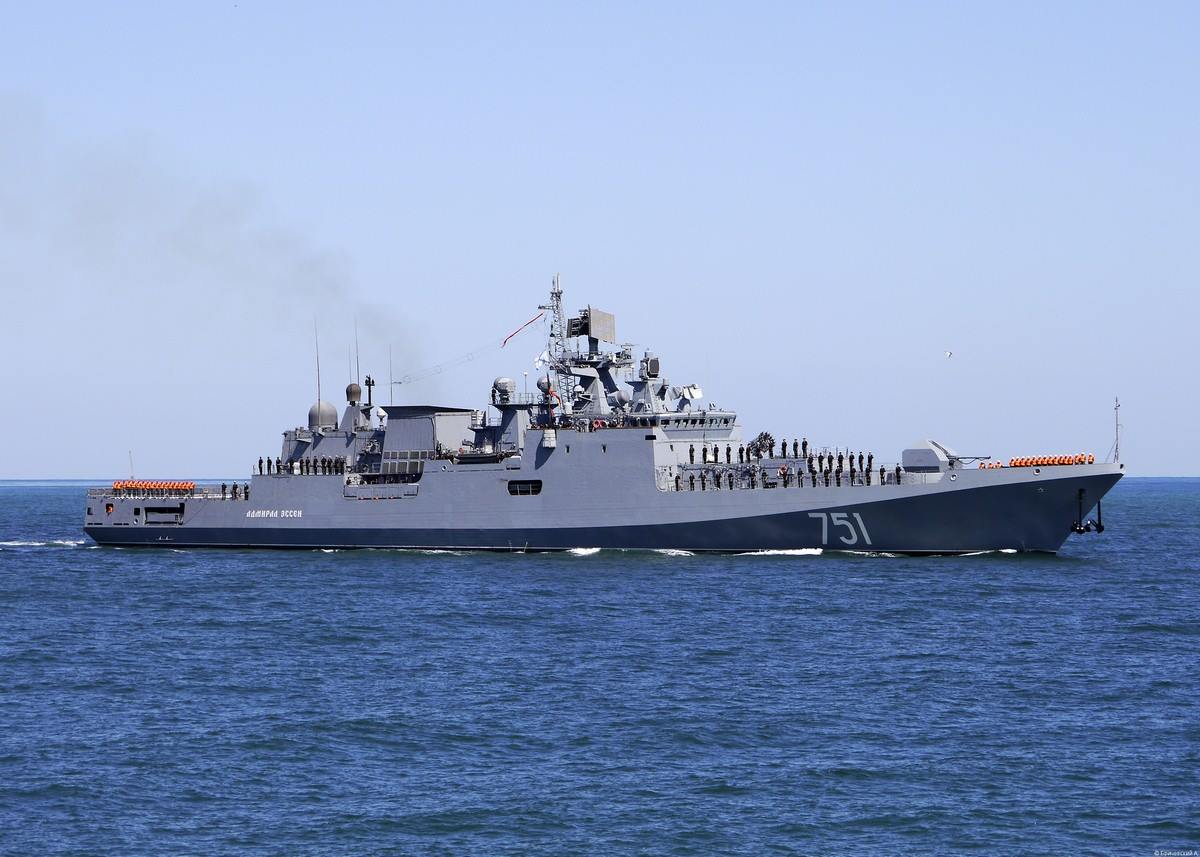
„Admirał Essen”

Fregaty mają architekturę klasyczną, podobnie jak fregaty projektu 1135, ale z ukształtowaniem zewnętrznych powierzchni burt i ścian nadbudówek w sposób podporządkowany zmniejszeniu skutecznej powierzchni odbicia, przypominającym francuskie fregaty typu La Fayette. Na dziobie umieszczono działo, a dalej przedział pionowych wyrzutni pocisków rakietowych. Nadbudówka została przesunięta do tyłu i umieszczona na śródokręciu, nieco przed środkiem długości okrętu, a jej płaskie pochylone ściany boczne stanowią przedłużenie górnej części burt. Na końcu śródokręcia znajduje się kanciasty komin z pochylonymi ścianami, łączący się z bryłą hangaru, a rufę zajmuje lądowisko śmigłowca. Kadłub dzieli się grodziami poprzecznymi na dziewięć głównych przedziałów wodoszczelnych. W stosunku do projektu 1135 zmieniono podwodzie, stosując stępkę równoległą do linii wodnej zamiast opadającej w kierunku dziobu, przy tym nadal w wystającym w dół zgrubieniu dziobowym mieści się sonar. Kadłub wykonano ze stali o podwyższonej plastyczności, a nadbudówki także z kompozytów. Dzielność morska uważana jest za bardzo dobrą.
W stosunku do projektu 1135 wymiary powiększono nieznacznie (długość o ponad metr), ale w większym stopniu wzrosła wyporność. Długość całkowita wynosi 124,8 m, szerokość maksymalna 15,2 m, a na linii wodnej 14,1 m. Zanurzenie przy wyporności bojowej wynosi 4,2 m, a razem ze zgrubieniem dziobowym 5,8 m. Wyporność konstrukcyjna wynosi 3300 ton, wyporność normalna: 3620 ton, wyporność bojowa: 4035 ton, a wyporność pełna: 4500 ton.

### Napęd
Okręty mają siłownię kombinowaną w układzie COGAG, napędzającą dwie śruby. Zespół napędowy nosi oznaczenie M.7N 1 i składa się z czterech turbin gazowych: dwóch marszowych DS-71 o mocy nominalnej po 8450 SHP (6300 kW) i dwóch mocy szczytowej DT-59.1 o mocy nominalnej po 22 000 SHP (16 000 kW). Łącznie napęd rozwija moc maksymalną 60 900 SHP (45 400 kW, 61 746 KM). Oba zespoły turbin umieszczone są w dwóch przedziałach wodoszczelnych. Każda z turbin marszowych za pomocą wspólnej przekładni RRD1063 może napędzać obie śruby. Ujemną cechą takiego rozwiązania jest skomplikowana konstrukcja przekładni, wywołującej wibracje. Śruby są pięciołopatowe, o stałym skoku. 
Napęd zapewnia osiąganie prędkości maksymalnej 30 węzłów, a krótkotrwałej 32 węzły. Zasięg pływania z prędkością ekonomiczną 14 węzłów wynosi 4850 mil morskich, a przy prędkości 30 węzłów wynosi 700 mil morskich.
Energię elektryczną zapewniają cztery generatory wysokoprężne Wärtsilla-Cummins WCM 1000/5 o łącznej mocy do 4000 kW, która oceniana jest jako potencjalnie zbyt mała.

### Uzbrojenie
Główny system uzbrojenia ofensywnego stanowi ośmiokomorowa wyrzutnia pionowa umieszczona w części dziobowej na podwyższonej pokładówce, dla ośmiu pocisków manewrujących. Można wystrzeliwać z niej pociski przeciwokrętowe 3M55 Oniks, rozwijające podwójną prędkość dźwięku i przenoszące głowicę o masie 300 kg. Ich maksymalny zasięg wynosi 120 km przy locie na niskim pułapie lub 300 km na wysokim pułapie, względnie 400 km do celów lądowych, lecz uzależniony jest w praktyce od możliwości wykrycia celu. Drugim rodzajem wystrzeliwanych pocisków są pociski manewrujące rodziny Kalibr: przeciwokrętowe 3M-54 o maksymalnym teoretycznym zasięgu 660 km, woda-ziemia 3M-14 o zasięgu 1500 km z głowicą konwencjonalną lub 2600 km z głowicą jądrową, względnie rakietotorpedy 91RE1 o zasięgu 50 km. Wadą jest brak uniwersalnych pocisków przy małej pojemności wyrzutni, wymuszający ograniczenie liczby pocisków służących do zwalczania konkretnych celów.
Drugim systemem uzbrojenia rakietowego są dwa 12-komorowe bloki pionowych wyrzutni Sztil-1 (Tornado) pocisków przeciwlotniczych średniego zasięgu 9M317M. Pociski te mogą zwalczać cele powietrzne, w tym rakiety, na wysokości do 15 000 m i w odległości od 3,5 do 50 km, a w razie konieczności także cele nawodne. Według danych zachodnich, minimalny pułap zwalczania celów powietrznych wynosi około 15 m, zamiast 5 m deklarowanych przez producenta, przez co nie nadają się one do zwalczania niskolecących pocisków rakietowych. Pociski są naprowadzane półaktywnie radarowo i mogą zwalczać naraz po dwa cele na każdą z burt, z uwagi na liczbę czterech radarów kierowania ogniem, ustawionych po dwa na burtach. Wyrzutnie umieszczone są na pokładówce na dziobie, między armatą a wyrzutniami pocisków Oniks/Kalibr. Uzbrojenie rakietowe uzupełnia osiem wyrzutni przenośnych pocisków krótkiego zasięgu 9K38 Igła-1, o zasięgu do 5000 m i pułapie do 3500 m.
Uzbrojenie artyleryjskie składa się z armaty uniwersalnej kalibru 100 mm A-190 o długości lufy L/59 (59 kalibrów), umieszczonej na dziobie, w wieży o zmniejszonej skutecznej powierzchni odbicia. Maksymalna donośność wynosi 22 km do celów nawodnych i 12 km do celów powietrznych. Praktyczna szybkostrzelność wynosi do ok. 80 strz./min. Całkowity zapas amunicji wynosi 480 pocisków, w tym 180 w barbecie wieży do natychmiastowego użycia. Ich uzupełnienie stanowią dwa działka plot. 30 mm AK-630M, rozmieszczone po bokach hangaru na rufie, tworzące zestaw obrony bezpośredniej (oba działka mogą strzelać tylko w kierunku rufy). Okręty ponadto przenoszą broń maszynową, w tym w postaci karabinów maszynowych kalibru 12,7 mm i granatników automatycznych, do zwalczania zagrożeń asymetrycznych.
Broń podwodną stanowią przede wszystkim dwie dwururowe obrotowe wyrzutnie torpedowe DTA 53-956 kalibru 533 mm, z systemem strzelania torpedowego Purga 11356M. Służą one przede wszystkim do odpalania ciężkich torped przeciwpodwodnych, m.in. wzorów SET-65, 53-65K, USET-80, TEST-71ME-NK i TEST-96. Ich uzupełnienie stanowi pojedyncza dwunastoprowadnicowa wyrzutnia rakietowych bomb głębinowych RBU-6000 kalibru 213 mm, umieszczona na pokładówce dziobowej. Fregaty posiadają zapas 96 bomb RGB-60 o zasięgu 5800 m, lub samonaprowadzających się akustycznie RGB-90R.
Możliwości zwalczania okrętów podwodnych zwiększa śmigłowiec pokładowy Ka-27, ze stałym hangarem i lądowiskiem na rufie. Może on przenosić lekką torpedę przeciwpodwodną i 8 bomb głębinowych lub 40 boi hydroakustycznych do wykrywania okrętów podwodnych.

### Sensory i wyposażenie

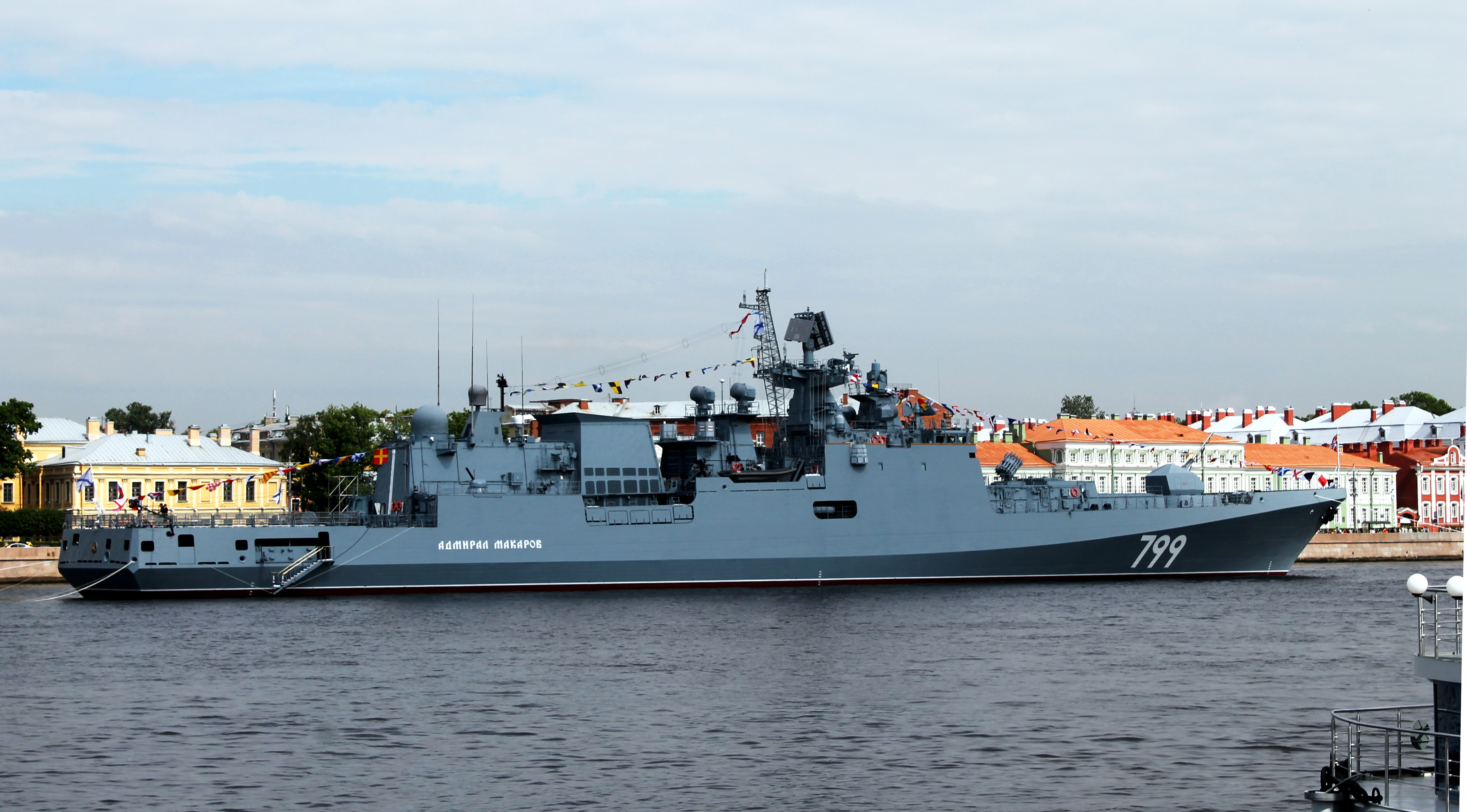
„Admirał Makarow” – widoczne anteny radarów na śródokręciu

Wyposażenie radioelektroniczne fregat stanowią przede wszystkim radary stanowiące rozwinięcie wzorów z czasów ZSRR, umiarkowanie nowoczesne w chwili wejścia okrętów do służby. Na szczycie masztu dziobowego znajduje się trójwspółrzędny radar obserwacji powietrznej i nawodnej MR-760 MA Friegat M2EM z dwoma materacowymi obrotowymi antenami. Radar ten służy też do wypracowywania komend dla rakiet przeciwlotniczych. Pracuje w paśmie E (2–3 GHz), a maksymalny zasięg wykrywania samolotów określany jest na 230 km. Na dachu hangaru znajduje się drugi radar obserwacji powietrznej i nawodnej MR-352 Pozitiw E, z anteną ukrytą pod dielektryczną półkulistą kopułą. Pracuje w paśmie I (8–10 GHz), a maksymalny zasięg wykrywania samolotów określany jest na 100 km, a okrętów na 50 km. Dodatkowo na skrzydłach górnej platformy masztu dziobowego umieszczone są dwa radary MR-212 Wajgacz-Najada, pracujące w paśmie I, o zasięgu 45 km, służące do nawigacji morskiej, naprowadzania śmigłowca i wykrywania celów niskolecących. 
Ogniem pocisków przeciwlotniczych kierują cztery radary OP-3 (MR-90) Oriech, podświetlające cel, ustawione parami na burtach: na dachu nadbudówki dziobowej oraz na podeście między nadbudówką a kominem. Razem z radarem Pozitiw, służą też do kierowania ogniem zestawów obrony bezpośredniej AK-630M. Do naprowadzania pocisków manewrujących Kalibr służy radar 3C25 Garpun E, z anteną na dachu nadbudówki dziobowej, przy jej przedniej krawędzi. Służy on także do wykrywania wrogich emisji elektromagnetycznych. Do kierowania ogniem armaty uniwersalnej 100 mm służy nowoczesny dalocelownik z urządzeniami optronicznymi, dalmierzem laserowym oraz radarem 5P-10 Puma, na dachu nadbudówki. Radar artyleryjski pracuje w paśmie H/J (6–20 GHz), ma zasięg maksymalny do 60 km i może także lokalizować lecące wrogie pociski artyleryjskie i ustalać ich trajektorię, a dalmierz laserowy może podświetlać cel dla amunicji kierowanej.
Do wykrywania okrętów podwodnych fregaty mają kompleks hydrolokacyjny MGK-365 Zwiezda M-1, w skład którego wchodzi podkilowa stacja hydroakustyczna aktywno-pasywna MG-345 Bronza oraz sonar aktywny z anteną holowaną o zmiennej głębokości zanurzenia SNN-137. Systemy obserwacji technicznej przenosi także pokładowy śmigłowiec Ka-27.
Okręty posiadają systemy walki radioelektronicznej, obejmujące między innymi system PK-10 Smiełyj z 10-prowadnicowymi wyrzutniami celów pozornych KT-216 (od czterech do ośmiu wyrzutni na okręcie), wystrzeliwującymi kilka rodzajów pocisków kalibru 122 mm, w tym stwarzające pozorny obraz radarowy. 